# 印度共产党（马列）临时中央委员会
印度共产党（马列）临时中央委员会（英語：Provisional Central Committee, Communist Party of India (Marxist–Leninist)，缩写为PCC, CPI(ML)）是印度的一个已不存在的共产主义政党。该党的总书记是桑托什·拉纳。

## 历史
1971年，印度共产党（马列）内部的萨蒂亚纳拉扬·辛格派和党的领袖查鲁·马宗达发生政治分歧。1971年，桑托什·拉纳反对查鲁·马宗达，后来加入了辛格集团。1973年4月，辛格派建立了独立的组织。1974年，钱德拉·普拉·雷迪领导的共产主义革命者安得拉邦委员会和辛格集团合并。
1974年，贾雅普拉卡什·纳拉扬发起比哈尔邦运动，辛格集团决定支持它。1968年后，纳拉扬曾接触辛格，并且试图说服他支持非暴力的土地改革斗争。
1975年7月4日，印度政府取缔了27个组织，辛格集团就是其中之一。辛格集团制定统一战线政策，呼吁成立一个“革命联合阵线”（包括共产主义革命者，朝着一个统一的革命共产党）、一个“无产阶级统一战线”基于阶级斗争（其中可能包括印度共产党（马克思主义）和印度社会主义团结中心（共产党人） ）和一个“民主阵线”（恢复民主权利）。它们都在“民主阵线”框架内工作，党员干部开始参与联合抗议。
1977年，英迪拉·甘地在人民院选举胜利。辛格集团宣称它们欣赏甘地政府改善公民自由和削弱苏联的影响所作出的努力。4月9日，辛格集团要求无条件释放12,000名参加革命的囚犯。印度人民党已经答应释放政治犯，然而掌权后他们收回了承诺。
1977年4月10日，辛格在一个新闻发布会上宣布愿意参与选举。加尔各答地区委员会谴责此举。其他派别则认为他背叛了该党。
1980年前后，辛格团体是最大的印共（马列）分支，但随着钱德拉·普拉·雷迪的离开和其他分裂，该党萎缩了。1984年发生一次严重的分裂，辛格的支持者反对桑托什·拉纳和Vaskar Nandy，辛格派指控“南迪与外国志愿机构西方垄断资本资助的当地志愿机构建立联系，并使其不为总书记辛格所知。”
拉纳赢得多数支持者和辛格的追随者组成了一个新的委员会（事实上建立了新党）。不久后，辛格去世。拉纳认为印度教民族主义者的印度人民党是一个法西斯政党。
该党中央委员会出版刊物《争取新民主》，总编辑是瓦斯卡尔·南迪。
2024年3月，该党与“印度共产党（马列）革命倡议”、“印度共产党（马列）人民路线”合并为“印度共产党（马列）群众路线”。